# Miss Universe 1930 (Rio de Janeiro)

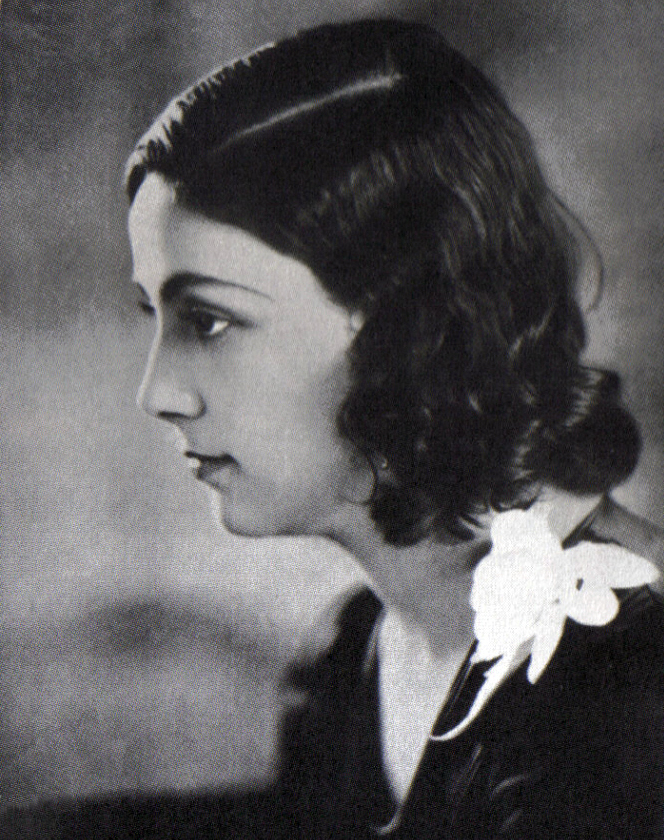
Yolanda Pereira, Miss Brasilien und Miss Universe 1930.

Der Wettbewerb um die Miss Universe 1930 war der erste weltweite, der unter Beteiligung des Comité pour l’election de Miss Europe durchgeführt wurde. Das Comité war 1928 durch den französischen Journalisten Maurice de Waleffe (1874–1946) ins Leben gerufen worden und organisierte die Wahl der Miss Europe jährlich von 1929 bis 1938. Waleffe hatte zuvor schon den Wettbewerb um die Miss France begründet. Er und sein Komitee hatten mit den Gastgebern vereinbart, dass alle Kandidatinnen der Miss Europe auch für die Miss Universe qualifiziert waren (Vereinzelt traten jedoch andere Teilnehmerinnen aus dem jeweiligen Land an). Zudem organisierte sein Komitee die gemeinsame Anreise der europäischen Teilnehmerinnen von Paris aus zum Veranstaltungsort.
Die außereuropäischen Kandidatinnen waren in ihren Herkunftsländern nach unterschiedlichen Kriterien ausgewählt worden.

## Der Wettbewerb

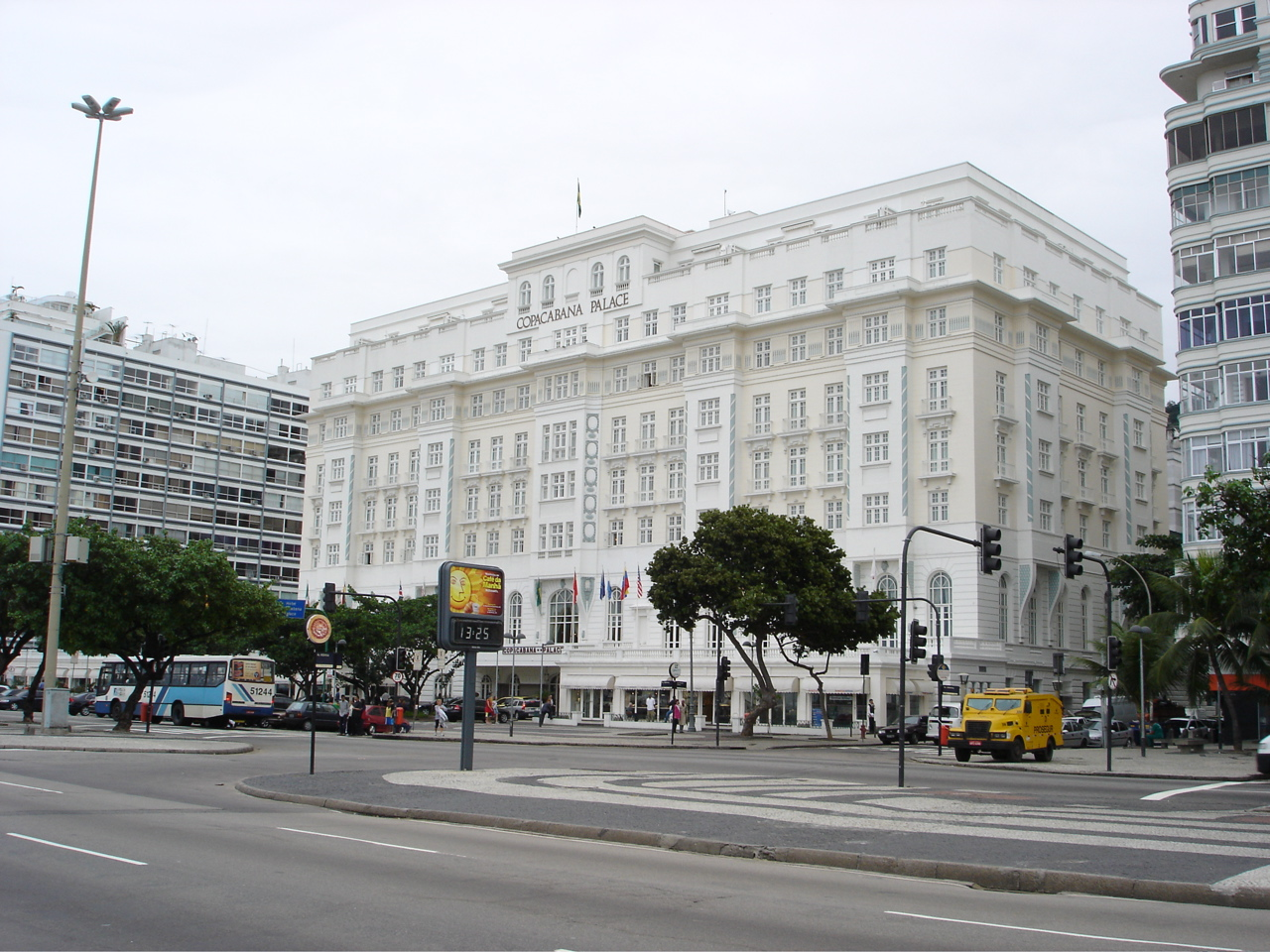
Das Hotel Copacabana Palace, in dem die Wahl stattfand.

Die Veranstaltung fand am 7. September 1930 in Rio de Janeiro statt, in der Pergola am Schwimmbad des Hotels Copacabana Palace. Die 26 Kandidatinnen waren im Hotel Glória untergebracht. Der Wettbewerb wurde damals meist als Concours international de beauté oder International Beauty Pageant bezeichnet.
| Land                    | Schreibweise in L’Illustration | Weitere, zeitgenössische, Schreibweise | Schreibweise in der Heimatsprache     |
| ----------------------- | ------------------------------ | -------------------------------------- | ------------------------------------- |
| Platzierungen           |                                |                                        |                                       |
| 1. Brasilien            | Yolanda Pereira                | Yolanda Pereira                        | Yolanda Pereira                       |
| 2. Griechenland         | Alice Diplarakou               | Aliki Diplarakou                       | Αλίκη Διπλαράκου                      |
| 2. Portugal             | Fernanda Gonçalves             | Fernanda Gonçalves                     |                                       |
| 3. Vereinigte Staaten   | Beatrice Lee                   | Beatrice Lee                           |                                       |
| Weitere Teilnehmerinnen |                                |                                        |                                       |
| Antillen                | Yvonne Pampellone              | Yvonne Pampelone                       |                                       |
| Argentinien             | Cecilia Basavilbaso            | —                                      |                                       |
| Belgien                 | Lily Lenders                   | —                                      |                                       |
| Bulgarien               | Connka Tchobanova              | Counka Tchoutanova                     | Кунка Христова Чобанова-Недева        |
| Chile                   | Aida Lopez Buendia             | —                                      |                                       |
| Deutsches Reich         | Dorrit Nitykowski              | Dorit Nitykowski                       | Dorit Nitykowski                      |
| England                 | Benie Dicks                    | Benie Dicks                            | Bennie Dicks                          |
| Frankreich              | Yvette Labrousse               | Yvette Labrousse                       | Yvette Labrousse                      |
| Königreich Italien      | Mafalda Mariottino             | Mafalda Mariottino                     |                                       |
| Jugoslawien             | Stephanie Drobnyak             | Stephanie Drolmsky                     | Štefanija Drobnjak, Стефанија Дробњак |
| Kuba                    | Mercedes Lagnaz Perdomo        | Mercedes Loynaz Perdomo                |                                       |
| Libanon                 | Laïla Zoghbi                   | Laïla Zoghbi                           |                                       |
| Niederlande             | —                              | Rie Van der Rest                       | Rie van der Rest                      |
| Österreich              | Ingeborg von Grienberger       | —                                      | Ingeborg von Grienberger              |
| Peru                    | Enriqueta Burgos Avila Limena  | —                                      |                                       |
| Rumänien                | Zoica Dona                     | Zoica Dona                             | Zoica Dona                            |
| Russland A              | Irène Wentzell                 | Irene Wentzell                         | Ирина Венцель                         |
| Spanien                 | Elena Plá                      | Elena Plá                              | Elena Pla Toda                        |
| Tschechoslowakei        | Milada Dostalova               | —                                      | Milada Dostálová                      |
| Türkei                  | Mubedjel Namik                 | Mubedgel Namik                         | Fatma Mübeccel Namık Behnesavi        |
| Ungarn                  | Eve de Szaplonczay             | Eve Slaplaczai                         | Szaplonczay Éva                       |
| Uruguay                 | —                              | Alicia Gomez                           |                                       |

## Folgewettbewerb
Mit dem Ergebnis der Wahl wurde als nächste Gastgeberstadt Santiago de Chile genannt, ab Frühjahr 1931 jedoch Buenos Aires. Tatsächlich fiel die Veranstaltung 1931 aus.